# منطقه ۱۲ پاریس
منطقه ۱۲ پاریس (به انگلیسی: 12th arrondissement of Paris) یکی از ۲۰ منطقه‌های پاریس پایتخت فرانسه است. در زبان فرانسه محاوره ای به این منطقه دوازدهم گفته می‌شود.
منطقه ۱۲ پاریس، به نام رویی، در ساحل سمت راست رودخانه سن واقع شده‌است. این منطقه در دهه‌های اخیر به ویژه در مناطقی از کوق سن-اکیلیون و برسی که هم‌اکنون شامل وزارت دارایی فرانسه و آرنا برسی هستند، به آکورهتل آرنا تغییر نام یافته و به‌طور قابل توجهی سازماندهی شده‌است.
منطقه ۱۲ شامل اپرا بستی، دومین تالار بزرگ اپرا در پاریس است و در سال ۱۹۸۹، در ۲۰۰مین سالگرد فتح باستیل افتتاح شد. پارک ونسن نیز در این منطقه قرار دارد.

## مساحت
مساحت این منطقه ۱۶٫۳۲۴ کیلومتر مربع (۶٫۳۰۳ مایل مربع یا ۴٬۰۳۴ هکتار) است که دو سوم آن را پارک ونسن تشکیل می‌دهد. به غیر از پارک ونسن، مساحت زمین آن ۶٫۳۷۷ کیلومتر مربع (۲٫۴۶۲ مایل مربع یا ۱٫۵۷۶ هکتار) است.

## نقشه منطقه

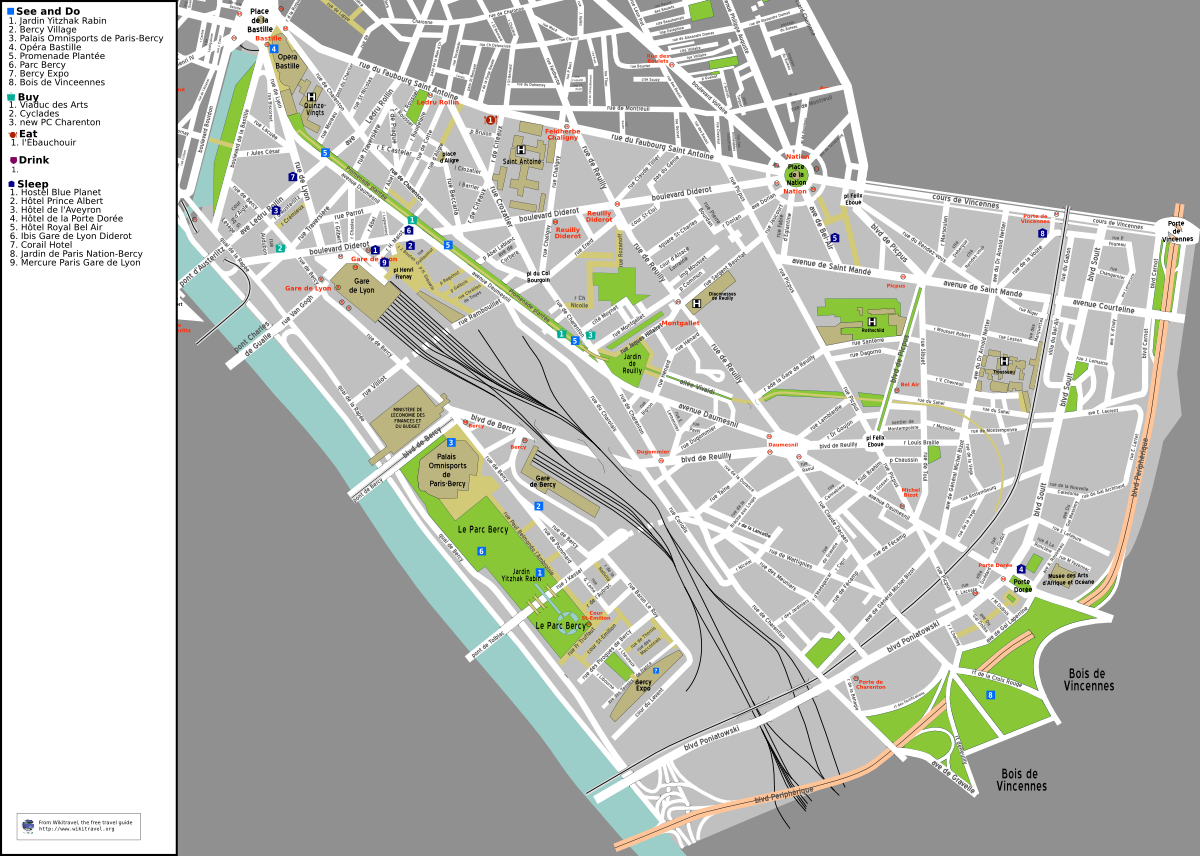
نقشه منطقه ۱۲

### جمعیت تاریخی

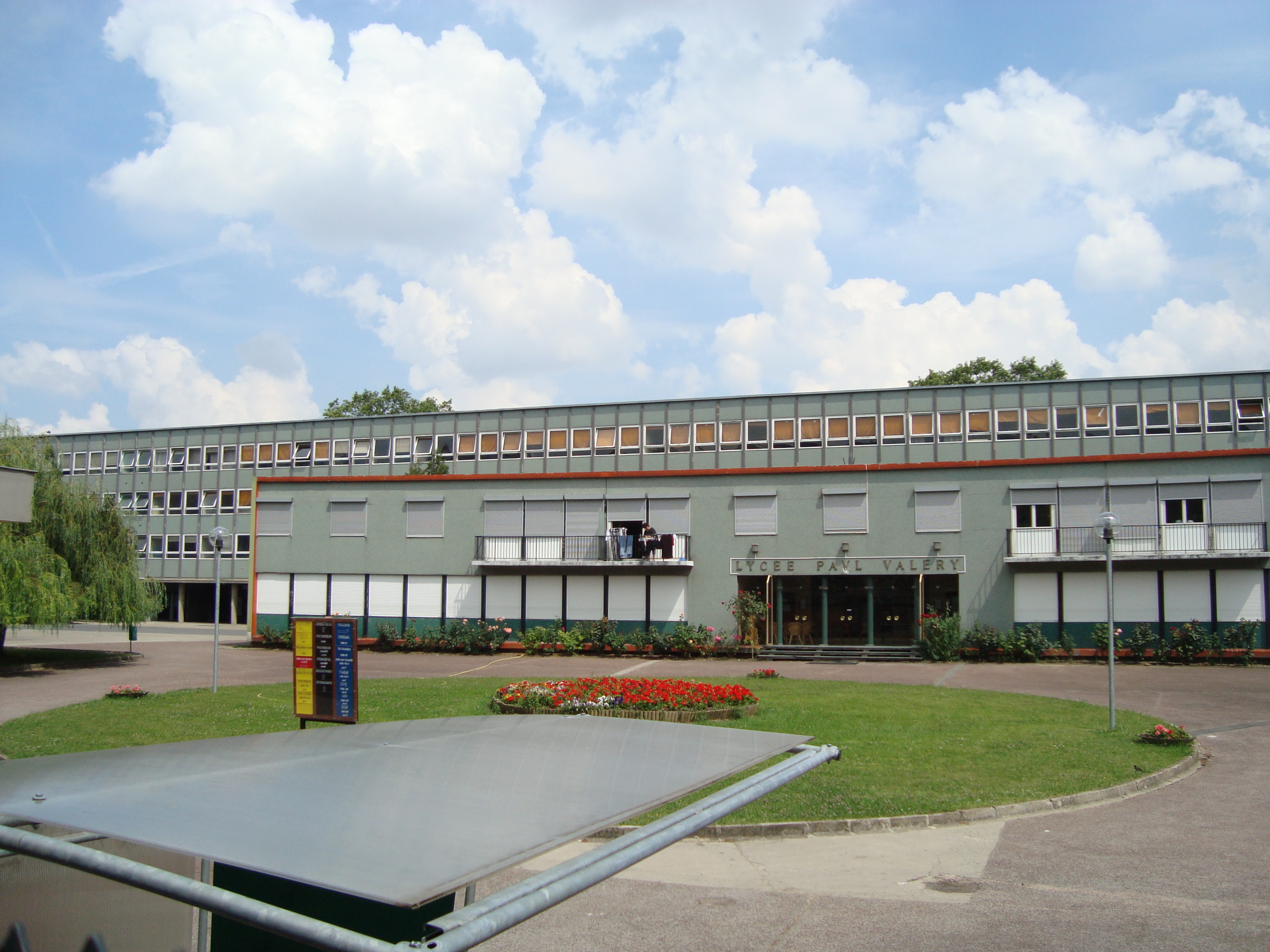
دبیرستان پل والری

| سال (از سرشماری‌های فرانسه) | جمعیت   | تراکم (در هر کیلومتر مربع) |
| -------------------------- | ------- | -------------------------- |
| ۱۸۷۲                       | ۸۷٬۶۷۸  | ۱۳٬۷۴۹                     |
| ۱۹۵۴                       | ۱۵۸٬۴۳۷ | ۲۴٬۸۴۵                     |
| ۱۹۶۲ (اوج جمعیت)           | ۱۶۱٬۵۷۴ | ۲۵٬۳۳۷                     |
| ۱۹۶۸                       | ۱۵۵٬۹۸۲ | ۲۴٬۴۶۰                     |
| ۱۹۷۵                       | ۱۴۰٬۹۰۰ | ۲۲٬۰۹۵                     |
| ۱۹۸۲                       | ۱۳۸٬۰۱۵ | ۲۱٬۶۴۳                     |
| ۱۹۹۰                       | ۱۳۰٬۲۵۷ | ۲۰٬۴۲۶                     |
| ۱۹۹۹                       | ۱۳۶٬۵۹۱ | ۲۱٬۴۱۹                     |
| ۲۰۰۹                       | ۱۴۲٬۸۹۷ | ۲۲٬۴۰۸                     |

## مکان‌های دیدنی

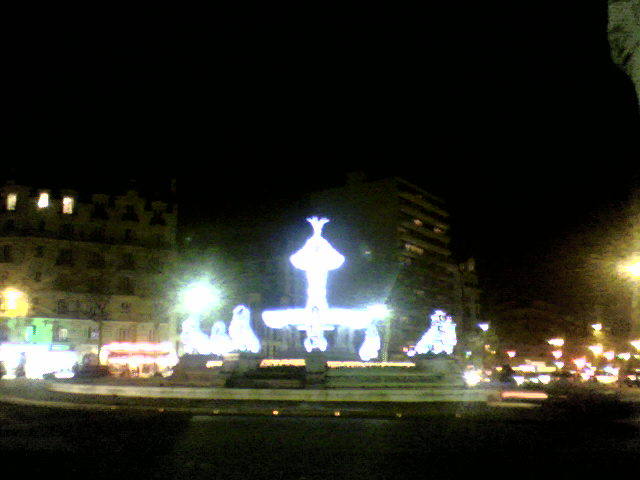
میدان فلیکس ابوئه

- میدان باستیل (مشترک در مناطق ۴، ۱۱ و ۱۲)
  - اپرا بستی
  - فوبورگ سن-آنتوان
- پارک ونسن
- باغ بندر آرسنال
- باغ‌وحش پاریس